# Frans Weisz
Frans Weisz (Ámsterdam, 23 de julio de 1938) es un director de cine holandés. Ha dirigido 22 películas desde 1964. Su film Red Sien de 1975 entró en el Festival Internacional de Cine de Moscú. Otro sd esus films, Havinck fue proyectado en la sección Un Certain Regard del Festival de Canne de 1988. Su película de 1993 The Betrayed fue proyectada en la Berlinale.

## Filmografía
- 1964 · Een zondag op het eiland van de Grande Jatte
- 1964 · Gli eroi di ieri, oggi, domani
- 1966 · Het Gangstermeisje
- 1972 · De inbreker
- 1973 · Naakt over de schutting
- 1975 · Rooie Sien
- 1975 · Heb medelij, Jet!
- 1978 · Entrée Brussels
- 1981 · Charlotte
- 1982 · Een zwoele zomeravond
- 1987 · Havinck
- 1989 · Leedvermaak
- 1991 · Bij nader inzien (televisieserie)
- 1993 · Op afbetaling
- 1995 · Hoogste tijd
- 1998 · Het jaar van de opvolging (televisieserie)
- 1999 · Een vrouw van het noorden
- 2001 · Qui vive
- 2001 · Storm in mijn hoofd (telefilm)
- 2003 · Boy Ecury (telefilm)
- 2003 · Ezelsoor (televisieserie)
- 2006 · Hopsi Topsi Land
- 2008 · Terug naar Moreelse Park
- 2009 · Happy End
- 2012 · Life? or Theatre? (documental)
- 2013 · Finn
- 2015 · Het Wolfsuur (documentaire)
- 2018 · Het Leven is Vurrukkulluk

## Galardones
- 2018 -  ShortCutz Amsterdam Career Award[4]